# Llista de reis germànics
Els reis germànics, també coneguts com a reis d'Alemanya, governaren el Regne d'Alemanya: estat creat amb la zona oriental de l'Imperi Carolingi pel Tractat de Verdun de 843 i que continuà ininterromput fins que el 1918 fou succeït per la república de Weimar.
Posteriorment, els estats alemanys individuals van formar diverses confederacions i s'unien en l'imperi Alemany de 1871. La monarquia finalment acabava amb l'abdicació del Kaiser Guillem II el 1918. Al llarg de la seva història, el seu abast varia considerablement, incloent-hi no només la majoria de l'Alemanya moderna, sinó també d'Àustria, Eslovènia, Suïssa, els Països Baixos, la República Txeca, parts orientals de França, del nord Itàlia i de Polònia occidental.

Bandera històrica del Sacre Imperi Germànic

## Regne Franc d'Orient

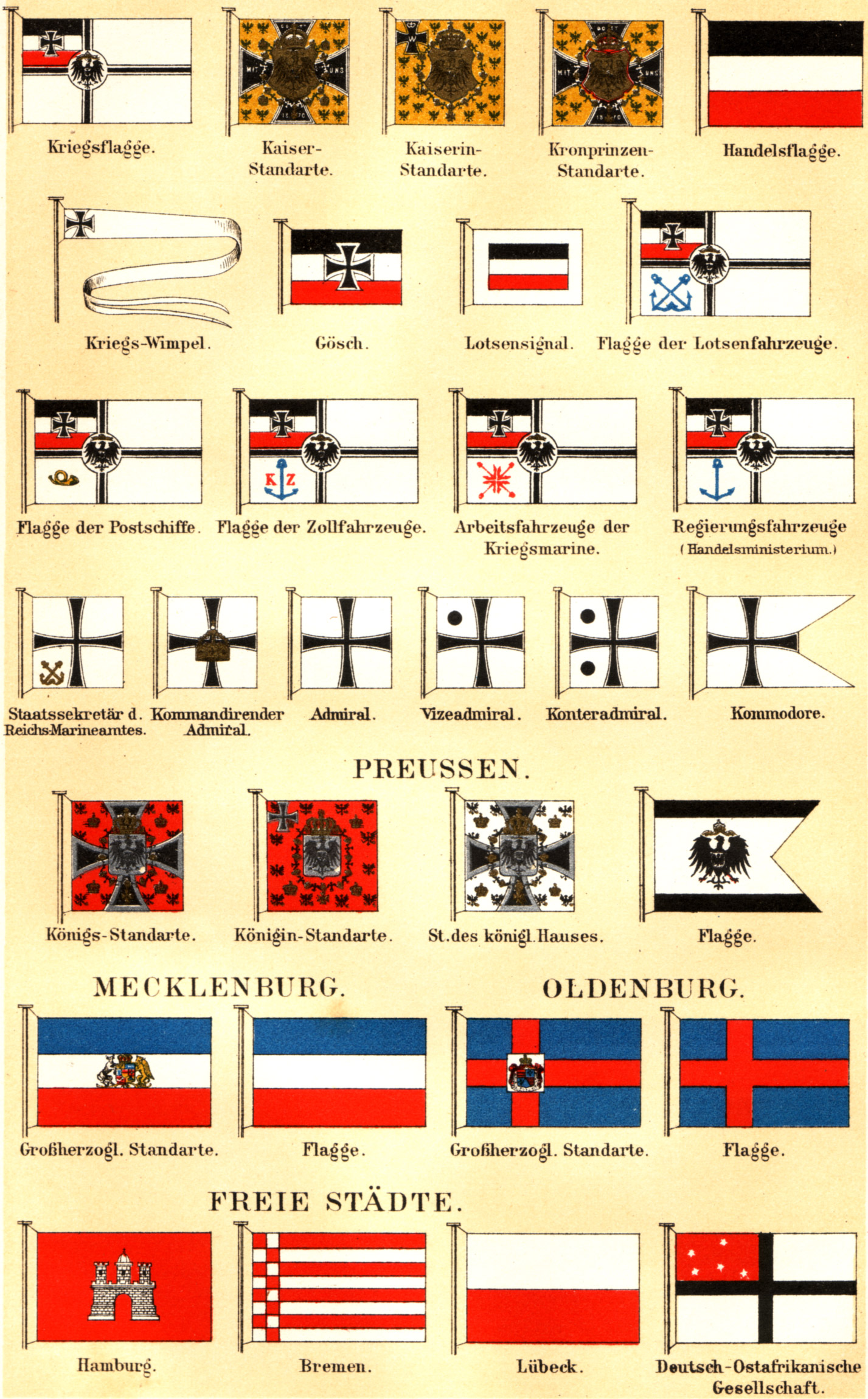
Banderes de l'Imperi Alemany

El Regne d'Alemanya es crea amb la secció oriental del Frància Oriental, que era partit pel Tractat de Verdun en 843 (mentre la secció occidental finalment es convertia en el Regne de França). Els governants de l'àrea oriental s'anomenaven rex francorum, rei dels Francs, i posterior només rex.
Una referència als "Alemanys", que indicava l'aparició d'alguna mena de nació alemanya, no apareixia fins al segle xi, quan el papa es referia al seu enemic Enric IV com rex teutonicorum, Rei del Teutons, per a titllar-lo com a estranger. Els reis reaccionaven coherentment utilitzant el títol rex romanorom, Rei dels Romans, emfatitzant el seu govern universal fins i tot abans de ser anomenats emperadors.

### Emperadors
El títol d'Emperador va passar del romans al Francs, quan, en el 800, el Papa Lleó III va coronar Carlemany, Rei del Francs i Emperador, a canvi de la seva protecció a l'Església.
El nom del títol evoluciona des de l’Imperator Augustus atorgat a Carlemany al d'Emperador d'Occident amb la resta de la Dinastia carolíngia i, finalment, Emperador del Sacre Imperi Romanogermànic a partir d'Otó I el Gran.
Després d'un període que va estar en els successors lotaringis de Carlemany, el títol imperial va quedar vinculat per sempre als monarques germànics, si bé, com veurem a continuació, no tots els reis van ser emperador.
El títol d'emperador acaba junt amb el Sacre Imperi Romanogermànic el 1806.

### Reis
| Nom                                     | Dinastia               | Rei                                           | Emperador                                | Fi                                             | Notes |
| --------------------------------------- | ---------------------- | --------------------------------------------- | ---------------------------------------- | ---------------------------------------------- | --- |
| Lluís el Germànic                       | Dinastia carolíngia    | 11 d'agost del 843                            | —                                        | 23 d'agost del 876                             | Fill d'Emperador Lluís el Pietós |
| Lluís III el Jove                       | Dinastia carolíngia    | 28 d'agost del 876                            | —                                        | 20 de gener del 882                            | Fill de Lluís el Germànic; governa, dins de Frància Oriental, la Saxònia i, des de 880, també Baviera |
| Carloman                                | Dinastia carolíngia    | 28 d'agost del 876                            | —                                        | 22 de març del 880                             | Fill de Lluís el Germànic; governa, dins de Frància Oriental, la Baviera; des de 877, també Rei d'Itàlia |
| Carles III el Gras                      | Dinastia carolíngia    | 28 d'agost del 876                            | 12 de febrer del 881                     | 11 de novembre del 887                         | Fill de Lluís el Germànic; governa, dins de Frància Oriental, la Raetia, i des de 882 al Regne Oriental sencer, al morir els seus germans Lluís el Jove i Carloman de Baviera.                                |
| Arnulf de Caríntia                      | Dinastia carolíngia    | 30 de novembre del 887                        | 25 d'abril del 896                       | 8 de desembre del 899                          | Fill de Carloman |
| Lluís el Nen                            | Dinastia carolíngia    | 21 de gener del 900                           | —                                        | 20 d'agost del 911                             | Fill d'Arnulf de Caríntia |
| Conrad I                                | Conradine (Franconian) | 10 de novembre del 911                        | —                                        | 23 de desembre del 918                         | |
| Enric I l'Ocellaire                     | Saxona-Otoniana        | 23 d'abril del 919                            | —                                        | 2 de juliol del 936                            | |
| Arnulf el Dolent, Duc de Baviera        | Luitpolding (Bàvar)    | 919                                           | —                                        | 921                                            | rei rival d'Enric I |
| Otó I el Gran                           | Saxona-Otoniana        | 7 d'agost del 936                             | 2 de febrer del 962                      | 7 de maig del 973                              | Fill d'Enric I |
| Otó II                                  | Saxona-Otoniana        | 26 de maig del 961                            | 25 de desembre del 967                   | 7 de desembre del 983                          | Fill d'Otó I; Rei d'Alemanya sota el seu pare 961–973, també coronat Emperador en vida del seu pare |
| Otó III                                 | Saxona-Otoniana        | 25 de desembre del 983                        | 21 de maig del 996                       | 21 de gener del 1002                           | Fill d'Otó II |
| Enric el Sant                           | Saxona-Otoniana        | 7 de juny del 1002                            | 26 d'abril del 1014                      | 13 de juliol del 1024                          | besnet d'Enric I |
| Conrad II                               | Sàlica o Francònia     | 8 de setembre del 1024                        | 26 de març del 1027                      | 4 de juny del 1039                             | rebesnet d'Otó I |
| Enric III                               | Sàlica o Francònia     | 14 d'abril del 1028                           | 25 de desembre del 1046                  | 5 d'octubre del 1056                           | Fill de Conrad II; Rei d'Alemanya sota el seu pare 1028–1039 |
| Enric IV                                | Sàlica o Francònia     | 17 de juliol del 1054                         | 21 de març del 1084                      | 31 de desembre del 1105                        | Fill d'Enric III; Rei d'Alemanya sota el seu pare 1054–1056 |
| Rodolf de Suàbia                        | Rheinfeld              | 15 de març del 1077                           | —                                        | 15 d'octubre del 1080                          | rei rival d'Enric IV |
| Hermann de Salm                         | Salm                   | 6 d'agost del 1081                            | —                                        | 28 de setembre del 1088                        | rei rival d'Enric IV |
| Conrad (Rei d'Itàlia)                   | Sàlica o Francònia     | 30 de maig del 1087                           | —                                        | 27 de juliol del 1101                          | Fill d'Enric IV; Rei d'Alemanya sota el seu pare 1087–1098, Rei d'Itàlia 1093–1098, 1095–1101 en la rebel·lió.                                                                                                |
| Enric V                                 | Sàlica o Francònia     | 6 de gener del 1099                           | 13 d'abril del 1111                      | 23 de maig del 1125                            | Fill d'Enric IV; Rei d'Alemanya sota el seu pare 1099–1105, va forçar al seu pare a abdicar. |
| Lotari III                              | Supplinburger          | 30 d'agost del 1125                           | 4 de juny del 1133                       | 4 de desembre del 1137                         | |
| Conrad III                              | Hohenstaufen           | 7 de març del 1138                            | —                                        | 15 de febrer del 1152                          | Net d'Enric IV; Prèviament va ser rival de Lotari III 1127–1135 |
| Enric                                   | Hohenstaufen           | 30 de març del 1147                           | —                                        | August? 1150                                   | Fill de Conrad III; Rei d'Alemanya sota el seu pare 1147–1150 |
| Frederic I Barba-roja                   | Hohenstaufen           | 4 de març del 1152                            | 18 de juny del 1155                      | 10 de juny del 1190                            | Nebot de Conrad III |
| Enric VI                                | Hohenstaufen           | 15 d'agost del 1169                           | 14 d'abril del 1191                      | 28 de setembre del 1197                        | Fill de Frederic I; Rei d'Alemanya sota el seu pare 1169–1190 |
| Frederic II                             | Hohenstaufen           | 1197                                          | —                                        | 1197                                           | Fill d'Enric VI; Rei d'Alemanya sota el seu pare 1196 |
| Felip I d'Alemanya (i Suàbia)           | Hohenstaufen           | 6 de març del 1198                            | —                                        | 21 d'agost del 1208                            | Fill de Frederic II; Rival rei a Otó IV |
| Otó IV                                  | Casa de Welf           | 29 de març del 1198                           | 4 d'octubre del 1209                     | 5 de juliol del 1215                           | Net de Lotari II; Rival de Felip de Suàbia; posteriorment enfrontat amb Frederic II; deposat 1215; mort 19 de maig del 1218                                                                                   |
| Frederic II                             | Hohenstaufen           | 5 de desembre del 1212                        | 22 de novembre1220                       | 26 de desembre del 1250                        | Fill d'Enric VI; Rival d'Otó IV fins a 5 de juliol del 1215 |
| Enric                                   | Hohenstaufen           | 23 d'abril del 1220                           | —                                        | 15 d'agost del 1235                            | Fill de Frederic II; Rei d'Alemanya sota el seu pare 1220–1235 |
| Conrad IV                               | Hohenstaufen           | May 1237                                      | —                                        | 1 de maig del 1254                             | Fill de Frederic II; Rei d'Alemanya sota el seu pare, 1237–1250 |
| Enric I Raspe                           | Turíngia               | 22 de maig del 1246                           | —                                        | 16 de febrer del 1247 rei rival de Frederic II | |
| Guillem II d'Holanda                    | Holland                | 3 d'octubre del 1247                          | —                                        | 28 de gener del 1256                           | rei rival de Frederic II i Conrad IV, 1247–1254 |
| Ricard, Comte de Cornualla              | Plantagenet            | 13 de gener del 1257                          | —                                        | 2 d'abril del 1272                             | cunyat de Frederic II; rei rival d'Alfons X; va visitar Alemanya només dues vegades i no tenia cap autoritat real.                                                                                            |
| Alfons X                                | Castella               | 1 d'abril del 1257                            | —                                        | 1275                                           | Net de Felip I d'Alemanya (Felip de Suàbia); Rival de Ricard de Cornualla; mai va visitar Alemanyai no tenia cap autoritat; més tard es va oposar a Rodolf I; renuncia a cap reclamació en 1275; mort en 1284 |
| Rodolf I                                | Habsburg               | 29 de setembre del 1273                       | —                                        | 15 de juliol del 1291                          | |
| Adolf de Nassau                         | Nassau                 | 5 de maig del 1292                            | —                                        | 23 de juny del 1298                            | Segons alguns historiadors, l'elecció d'Adolf fou precedida per un fugaç regnat de Conrad, Duc de Teck. |
| Albert I                                | Habsburg               | 24 de juny del 1298                           | —                                        | 1 de maig del 1308                             | Fill de Rodolf I; Rival d'Adolf de Nassau, 1298 |
| Enric VII                               | Luxemburg              | 27 de novembre del 1308                       | 13 de juny del 1311                      | 24 d'agost del 1313                            | |
| Lluís IV de Baviera                     | Dinastia Wittelsbach   | 20 d'octubre del 1314                         | 17 de gener del 1328                     | 11 d'octubre del 1347                          | Net de Rudolf I; Rei rival a Frederic la Fira 1314–1322 |
| Frederic el Bell                        | Habsburg               | 19 d'octubre del 1314/ 5 de setembre del 1325 | —                                        | 28 de setembre 1322/ 13 de gener del 1330      | Fill d'Albert I; rei rival de Lluís IV 1314–1322; rei soci amb Lluís IV 1325–1330 |
| Carles IV                               | Luxemburg              | 11 de juliol del 1346                         | 5 d'abril del 1355                       | 29 de novembre del 1378                        | Net d'Enric VII; rei rival de Lluís IV, 1346–1347 |
| Günther von Schwarzburg                 | Schwarzburg            | 30 de gener del 1348                          | —                                        | 24 de maig del 1349                            | rei de rival a Carles IV |
| Venceslau I                             | Luxemburg              | 10 de juny del 1376                           | —                                        | 20 d'agost del 1400                            | Fill de Carles IV; Rei d'Alemanya sota el seu pare 1376–1378; deposat 1400; mort de 1419 |
| Robert d'Alemanya                       | Wittelsbach            | 21 d'agost del 1400                           | —                                        | 18 de maig del 1410                            | renebot de Lluís IV |
| Segimon                                 | Luxemburg              | 20 de setembre del 1410                       | 3 de maig del 1433                       | 9 de desembre del 1437                         | Fill de Carles IV |
| Jobst de Moràvia                        | Luxemburg              | 1 d'octubre del 1410                          | —                                        | 8 de gener del 1411                            | Nebot de Carles IV; rei rival de Segimon |
| Albert II                               | Habsburg               | 18 de març del 1438                           | —                                        | 27 d'octubre del 1439                          | 4t. descendent d'Albert I; Marit d'Elisabet, la filla de Segimon |
| Frederic III                            | Habsburg               | 2 de febrer del 1440                          | 16 de març del 1452                      | 19 d'agost del 1493                            | 4t descendent d'Albert I; cosí 2n d'Albert II |
| Maximilià I                             | Habsburg               | 16 de febrer del 1486                         | 4 de febrer del 1508                     | 12 de gener del 1519                           | Fill de Frederic III; rei d'Alemanya sota el seu pare 1486–1493; adoptà el títol d'Emperador-electe el 1508 amb l'aprovació del papa                                                                          |
| Carles V d'Alemanya                     | Habsburg               | 17 de juny del 1519                           | 24 de febrer 1530                        | 21 de setembre del 1556                        | Net de Maximilià I; Coronat com a emperador pel papa (el darrer en ser coronat pel papa - tots els Emperadors futurs varen ser Emperadors-electes); renuncià en 1556; mort el 21 de setembre del 1558;        |
| Ferran I                                | Habsburg               | 5 de gener del 1531                           | 21 de setembre del 1556 Emperador-electe | 25 de juliol del 1564                          | Net de Maximilià I; germà de Carles V; rei d'Alemanya sota el seu germà Carles V 1531–1556 |
| Maximilià II                            | Habsburg               | 22 de novembre del 1562                       | 25 de juliol del 1564 Emperador-electe   | 12 d'octubre del 1576                          | Fill de Ferran I; rei d'Alemanya sota el seu pare 1562–1564 |
| Rodolf II                               | Habsburg               | 27 d'octubre del 1575                         | 2 de novembre del 1576 Emperador-electe  | 20 de gener del 1612                           | Fill de Maximilià II; rei d'Alemanya sota el seu pare, 1575–1576 |
| Mateu I del Sacre Imperi Romanogermànic | Habsburg               | 13 de juny del 1612                           | 13 de juny del 1612 Emperador-electe     | 20 de març del 1619                            | Fill de Maximilià II |
| Ferran II                               | Habsburg               | 28 d'agost del 1619                           | 28 d'agost del 1619 Emperador-electe     | 15 de febrer del 1637                          | Net de Maximilià II del Sacre Imperi Romanogermànic; |
| Ferran III                              | Habsburg               | 22 de desembre del 1636                       | 15 de febrer del 1637 Emperador-electe   | 2 d'abril del 1657                             | Fill de Ferran II; rei d'Alemanya sota el seu pare 1636–1637 |
| Ferran IV del Sacre Imperi              | Habsburg               | 31 de maig del 1653                           | —                                        | 9 de juliol del 1654                           | Fill de Ferran III; rei d'Alemanya sota el seu pare |
| Leopold I                               | Habsburg               | 18 de juliol del 1658                         | 18 de juliol del 1658 Emperador-electe   | 5 de maig del 1705                             | Fill de Ferran III |
| Josep I                                 | Habsburg               | 23 de gener del 1690                          | 5 de maig del 1705 Emperador-electe      | 17 d'abril del 1711                            | Fill de Leopold I del Sacre Imperi Romanogermànic; rei d'Alemanya sota el seu pare 1690–1705 |
| Carles VI                               | Habsburg               | 27 d'octubre del 1711                         | 27 d'octubre del 1711 Emperador-electe   | 20 d'octubre del 1740                          | Fill de Leopold I |
| Carles VII                              | Wittelsbach            | 14 de gener del 1742                          | 14 de gener del 1742 Emperador-electe    | 20 de gener del 1745                           | Marit de Maria Amàlia d'Àustria, filla de Josep I |
| Francesc I                              | Lorena                 | 13 de setembre del 1745                       | 13 de setembre del 1745 Emperador-electe | 18 d'agost del 1765                            | Marit de Maria Teresa I d'Àustria, filla de Carles VI |
| Josep II                                | Habsburg-Lorena        | 27 de març del 1764                           | 18 d'agost del 1765 Emperador-electe     | 20 de febrer del 1790                          | Fill de Francesc I del Sacre Imperi Romanogermànic i Maria Teresa d'Àustria; rei d'Alemanya sota el seu pare 1764–1765                                                                                        |
| Leopold II                              | Habsburg-Lorena        | 30 de setembre del 1790                       | 30 de setembre del 1790 Emperador-electe | 1 de març del 1792                             | Fill de Francesc I i Maria Teresa d'Àustria |
| Francesc II                             | Habsburg-Lorena        | 7 de juliol del 1792                          | 7 de juliol del 1792 Emperador-electe    | 6 d'agost del 1806                             | Fill de Leopold II; Dissol el Sacre Imperi; es converteix en Emperador d'Àustria (1804–1835) amb el nom de Francesc I d'Àustria; mort en 1835.                                                                |

### Vicaris Imperials, 1437-1792
Durant els diversos interregnes, l'autoritat imperial va ser exercida per dos vicaris imperials - l'Elector de Saxònia, en el seu paper com a Comte Palatí de Saxònia exercí aquesta funció a Alemanya del nord, i l'Elector Palatí, com a Comte Palatí del Rin exercí al sud d'Alemanya. La confusió sobre l'electorat Palatí durant la Guerra dels Trenta Anys, va portar discrepàncies sobre qui era el legítim vicari en els darrers anys de l'Imperi.
| Inici                  | Fi                      | Comtat Palatí de Saxònia      | Comtat Palatí del Rin          |
| ---------------------- | ----------------------- | ----------------------------- | ------------------------------ |
| 9 de desembre del 1437 | 18 de març del 1438     | Frederic II de Saxònia        | Lluís IV del Palatinat         |
| 27 d'octubre del 1439  | 2 de febrer del 1440    | Frederic II de Saxònia        | Lluís IV del Palatinat         |
| 12 de gener 1519       | 17 de juny 1519         | Frederic III de Saxònia       | Lluís V del Palatinat          |
| 20 de gener 1612       | 13 de juny 1612         | Joan Jordi I de Saxònia       | Frederic V del Palatinat       |
| 20 de març 1619        | 28 d'agost 1619         | Joan Jordi I de Saxònia       | Frederic V del Palatinat       |
| 2 d'abril 1657         | 18 de juliol 1658       | Joan Jordi II de Saxònia      | Ferran I Maria de Baviera      |
| 17 d'abril del 1711    | 12 d'octubre del 1711   | Frederic August I de Saxònia  | Joan Guillem II del Palatinat  |
| 20 d'octubre del 1740  | 14 de gener del 1742    | Frederic August II de Saxònia | Carles Albert I de Baviera     |
| 20 de gener del 1745   | 13 de setembre del 1745 | Frederic August II de Saxònia | Maximilià III Josep de Baviera |
| 20 de febrer del 1790  | 30 de setembre del 1790 | Frederic August I de Saxònia  | Carles II Teodor de Baviera    |
| 1 de març del 1792     | 7 de juliol del 1792    | Frederic August I de Saxònia  | Carles II Teodor de Baviera    |

## Confederació del Rin1806-1813
| Nom               | Títol                                                     | Dinastia           | Inici                 | Fi                    |
| ----------------- | --------------------------------------------------------- | ------------------ | --------------------- | --------------------- |
| Napoleó Bonaparte | Emperador de França, Protector de la Confederació del Rin | dinastia Bonaparte | 25 de juliol del 1806 | 19 d'octubre del 1813 |

## Confederació Germànica1815-1866
| Nom                            | Títol | Dinastia                 | Inici | Fi |
| ------------------------------ | --- | ------------------------ | --- | --- |
| Francesc I d'Àustria           | Emperador d'Àustria, President de la Confederació germànica | Dinastia Habsburg-Lorena | 20 de juny del 1815                                                                                       | 2 de març del 1835                                                                                        |
| Ferran I d'Àustria             | Emperador d'Àustria, President de la Confederació germànica | Dinastia Habsburg-Lorena | 2 de març del 1835                                                                                        | 12 de juliol del 1848                                                                                     |
| Joan d'Àustria                 | Vicari Imperial Proposat per l'Assemblea Nacional de Frankfurt com Vicari Imperial d'un nou Reich Alemany. La Confederació Alemanya havia considerat dissoldre's. | Dinastia Habsburg-Lorena | 12 de juliol del 1848                                                                                     | 20 de desembre del 1849                                                                                   |
| Frederic Guillem IV de Prússia | Rei de Prússia | Hohenzollern             | En 1849 l'Assemblea Nacional de Frankfurt li ofereix el títol d'Emperador dels alemanys, però ho rebutjà. | En 1849 l'Assemblea Nacional de Frankfurt li ofereix el títol d'Emperador dels alemanys, però ho rebutjà. |
| Francesc Josep I d'Àustria     | Emperador d'Àustria, President de la Confederació germànica | Dinastia Habsburg-Lorena | 1 de maig del 1850                                                                                        | 24 d'agost del 1866                                                                                       |

## Confederació Alemanya del Nord1867-1871
| Nom       | Títol                                                      | Dinastia     | Inici                | Fi                   |
| --------- | ---------------------------------------------------------- | ------------ | -------------------- | -------------------- |
| Guillem I | Rei de Prússia, President de la Confederació alemanya Nord | Hohenzollern | 1 de juliol del 1867 | 18 de gener del 1871 |

es convertia Emperador Alemany el 1871.

## Imperi Alemany(1871-1918)

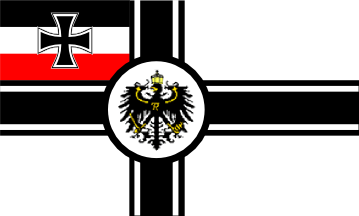
Bandera de l'Imperi

| Nom                     | Títol                                              | Dinastia     | Inici                | Fi                     |
| ----------------------- | -------------------------------------------------- | ------------ | -------------------- | ---------------------- |
| Guillem I de Prússia    | Emperador d'Alemanya, Rei de Prússia               | Hohenzollern | 18 de gener del 1871 | 9 de març del 1888     |
| Frederic III de Prússia | Emperador d'Alemanya, Rei de Prússia               | Hohenzollern | 9 de març del 1888   | 15 de juny del 1888    |
| Guillem II de Prússia   | Darrer Emperador d'Alemanya, darrer Rei de Prússia | Hohenzollern | 15 de juny del 1888  | 9 de novembre del 1918 |